# Saigona fulgoroides
Saigona fulgoroides är en insektsart som först beskrevs av Walker 1858.  Saigona fulgoroides ingår i släktet Saigona och familjen Dictyopharidae. Inga underarter finns listade i Catalogue of Life.